# اچ‌ام‌اس پاتریوت (۱۸۰۸)
اچ‌ام‌اس پاتریوت (۱۸۰۸) (به انگلیسی: HMS Patriot (1808)) یک کشتی بود.